# دانی باترفیلد
دانی باترفیلد (انگلیسی: Danny Butterfield؛ زادهٔ ۲۱ نوامبر ۱۹۷۹) یک بازیکن فوتبال اهل بریتانیا است.